# 夏朗德河畔萨利尼亚克
夏朗德河畔萨利尼亚克（法語：Salignac-sur-Charente，法語發音：[saliɲak syʁ ʃaʁɑ̃t]）是法国滨海夏朗德省的一个市镇，属于桑特区。

## 地理
夏朗德河畔萨利尼亚克（45°40'20"N, 0°25'23"W）面积10.22 平方千米，位于法国新阿基坦大区滨海夏朗德省，该省份为法国西部滨海省份，北起旺代省，西临大西洋，南至吉倫特省，东南接多爾多涅省，东北接德塞夫勒省接壤，东临夏朗德省。
与夏朗德河畔萨利尼亚克接壤的市镇（或旧市镇、城区）包括：梅尔潘、圣洛朗德干邑、夏朗德河畔布里沃、谢拉克、佩里尼亚克。

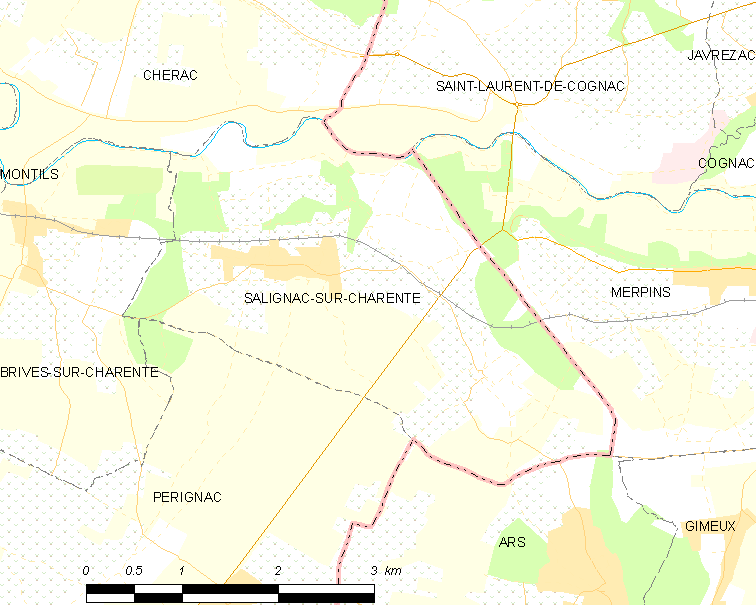
夏朗德河畔萨利尼亚克的OSM定位图

夏朗德河畔萨利尼亚克的时区为UTC+01:00、UTC+02:00（夏令时）。

## 行政
夏朗德河畔萨利尼亚克的邮政编码为17800，INSEE市镇编码为17418。

## 政治
夏朗德河畔萨利尼亚克所属的省级选区为泰纳克县。

## 人口

1962-2008年间夏朗德河畔萨利尼亚克人口变化图示

夏朗德河畔萨利尼亚克于2022年1月1日时的人口数量为609人。